# Sun Zongwei
Sun Zongwei (en chino mandarín: 孫宗慰; julio de 1912 – mayo de 1979) fue un pintor chino.

## Biografía
Nacido en 1912 en la provincia de Jiangsu, Sun fue alumno de Xu Beihong en el Departamento de Bellas Artes de la Universidad Central Nacional en Nankín. Se graduó en 1938 y, posteriormente, fue comisionado como pintor de guerra durante la segunda guerra sino-japonesa. Hacia comienzos de 1940, trabajó como profesor asistente en Nankín y participó en la restauración de las cuevas de Mogao.
Después de la Segunda Guerra Mundial, pasó varios años en Europa y participó en la competencia de arte en los Juegos Olímpicos de Londres 1948 de los Juegos Olímpicos de 1948. Tras su regreso a China, fue nombrado profesor en la Academia Central de Drama.
Durante la Revolución Cultural, muchas de sus obras fueron consideradas reaccionarias, y una gran parte de ellas se perdieron o fueron destruidas.

## Estilo
Formado en la Universidad de Nankín, Sun inicialmente enfatizó el realismo y la destreza técnica en sus primeras obras, pero más adelante se distinguió por combinar estilos modernos y tradicionales de la pintura china. Se especializó en representar temas budistas y minorías étnicas como los mongoles y tibetanos en diversos medios, incluyendo óleo, acuarela y tinta.